# McLaren F1
Der McLaren F1 ist ein Supersportwagen, der zwischen 1993 und 1997 von McLaren Automotive 106-mal gebaut wurde und mit einem 12-Zylinder-Motor von BMW ausgerüstet war. Davon wurden 78 als straßenzugelassene Fahrzeuge verkauft, 28 wurden gemäß dem FIA-Regelwerk zu GT1-Rennwagen umgerüstet, deren Haupteinsatzgebiet die FIA-GT-Meisterschaft war, weitere sechs Exemplare waren Prototypen.
Der McLaren F1 wurde zwischen 1989 und 1992 unter der Federführung des damaligen McLaren-F1-Designers Gordon Murray entwickelt.

## Karosserie

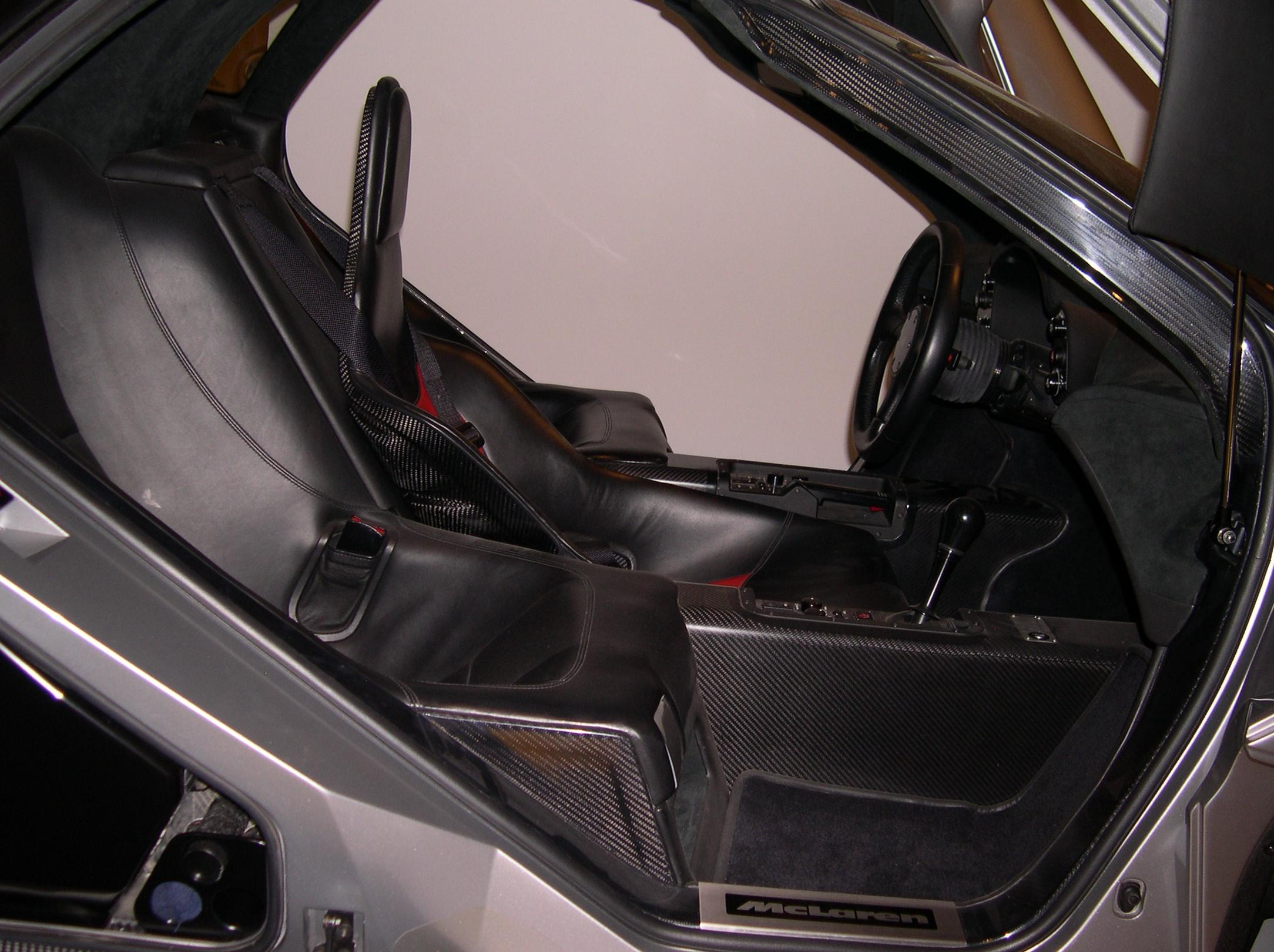
Die drei Sitze des F1

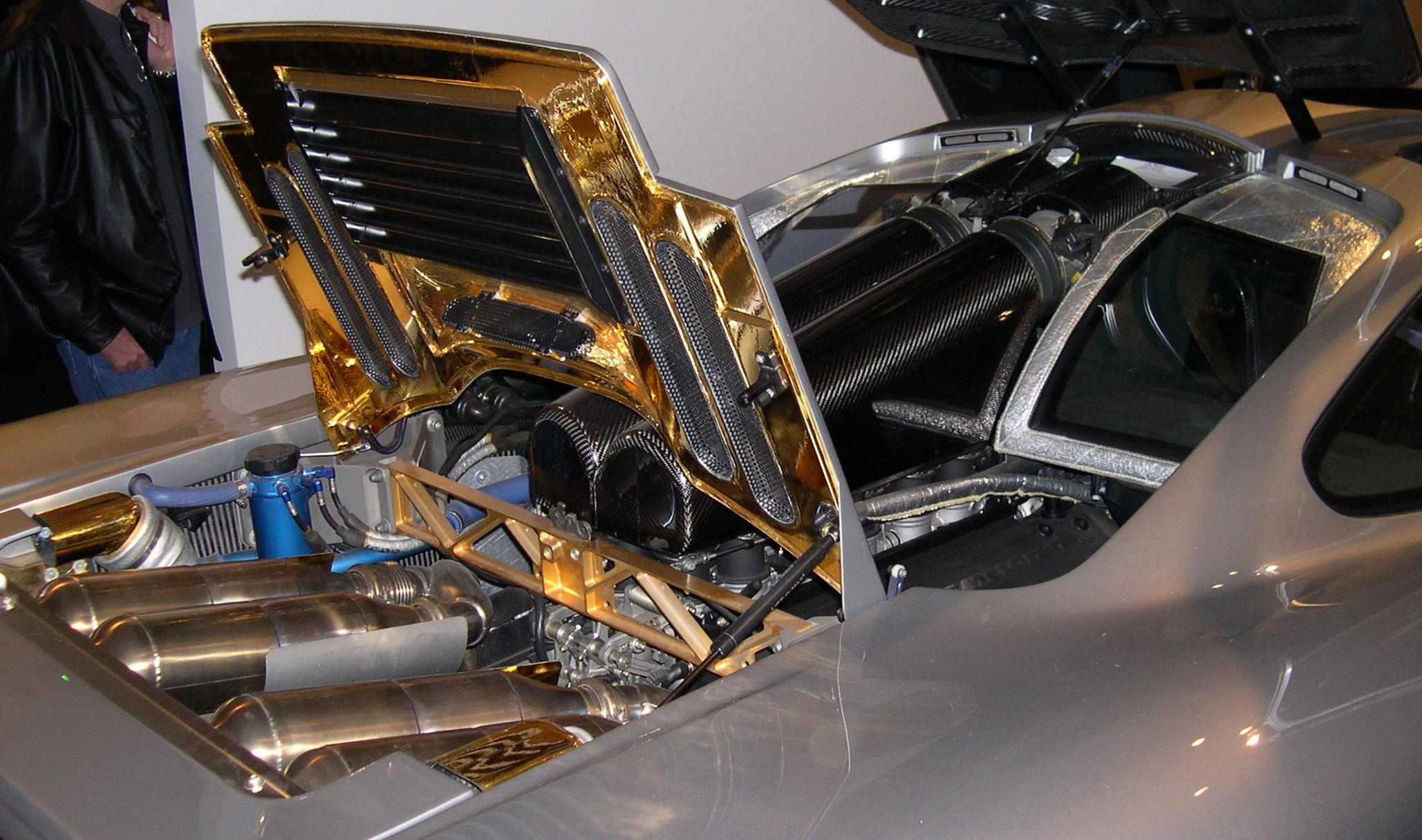
Beim Blick in den Motorraum ist die wärmereflektierende Beschichtung aus Gold gut zu erkennen, die die Karosserie aus CFK schützt.

Die Karosserie mit Schmetterlingstüren wurde aus CFK (carbonfaserverstärkter Kunststoff) gefertigt und als Monocoque ausgeführt. Dies war nie zuvor an einem Serienfahrzeug angewendet worden und nur mit extrem großem technischen Aufwand und hohen Fertigungskosten durchführbar. Die Aufhängungen für Fahrwerk und Motor wurden aus Aluminium und Magnesium gefertigt.
Das Fahrzeug ist ein Dreisitzer. Der Fahrer sitzt in der Mitte, etwas nach hinten versetzt sind rechts und links neben dem Fahrersitz Beifahrersitze vorhanden. Damit gehört der F1 neben den Matra Bagheera und Murena oder dem McLaren Speedtail zu den wenigen dreisitzigen Mittelmotorsportwagen der Welt, hat allerdings im Gegensatz zu beiden Autos von Matra eine zentrale Fahrerposition. Diese wurde gewählt, um einen Kopfkontakt des Fahrers mit den seitlichen Dachholmen („cant rails“) zu vermeiden. Darüber hinaus sollte durch die zentrale Sitzposition des Fahrers die Sicht, das Fahrgefühl und damit die Bedienung und das Handling optimiert werden, ebenso wie (zumindest ohne Beifahrer) die Gewichtsverteilung.
Das Design wurde wie nie zuvor nach aerodynamischen Gesichtspunkten entworfen, wobei der Schwerpunkt darauf lag, alleine durch die Form genügend Abtrieb für die hohen Fahrleistungen zu erzeugen. Zudem kamen erstmals aktive aerodynamische Komponenten zum Einsatz wie z. B. zwei Ventilatoren, die unter dem Fahrzeug bei Bedarf zusätzlichen Unterdruck erzeugten. Der McLaren F1 hat einen cw-Wert von 0,32. Zum Vergleich: BMW 850i (E31): 0,29.
Für die Gestaltung des Innen- und Außendesign engagierte McLaren den Fahrzeugdesigner Peter Stevens; er hatte auch für Lotus und Jaguar gearbeitet.

## Prototypen
Der sechs Jahre alte Prototyp XP 5 des McLaren F1 erreichte am 31. März 1998 bei einer Fahrt auf dem VW-Erprobungsgelände in Ehra-Lessien, Niedersachsen, mit auf 8.300 erhöhtem Drehzahlbegrenzer eine Höchstgeschwindigkeit von 391 km/h (243 Meilen pro Stunde). Das Fahrzeug wurde dabei von Andy Wallace gefahren.
McLaren entwickelte fünf Prototypen des F1, bevor im Jahre 1992 der erste McLaren F1 gebaut wurde.
Es gab den:
- XP1 (der experimentelle Prototyp 1): zerstört durch einen Brand nach drei Monaten während des Testbetriebs durch BMW in Afrika
- XP2: verwendet für den Crash-Test
- XP3: verwendet für einen Dauertest (231 mph) am Rundkurs von Nardò (Italien)
- XP4 und XP5: Fahrzeuge der Marketingabteilung

Das erste reguläre Serienexemplar wurde im Dezember 1993 in Monaco an einen Kunden übergeben. Der McLaren F1 kostete damals ca. 1,5 Millionen DM (das entspricht nach Bereinigung der Inflation im Jahr 2025, umgerechnet etwa 1,3 Millionen Euro) und war zu dieser Zeit das teuerste serienmäßig gefertigte Automobil der Welt.

## Versionen
- McLaren F1 (Straßenversion, 69 Stück)
- McLaren F1 LM (Straßenversion, 6 Stück)
- McLaren F1 GT (Straßenversion, 3 Stück)
- McLaren F1 GTR (Rennversion, 28 Stück)

Vom F1 GTR wurden mehrere Exemplare straßentauglich umgerüstet und zugelassen.

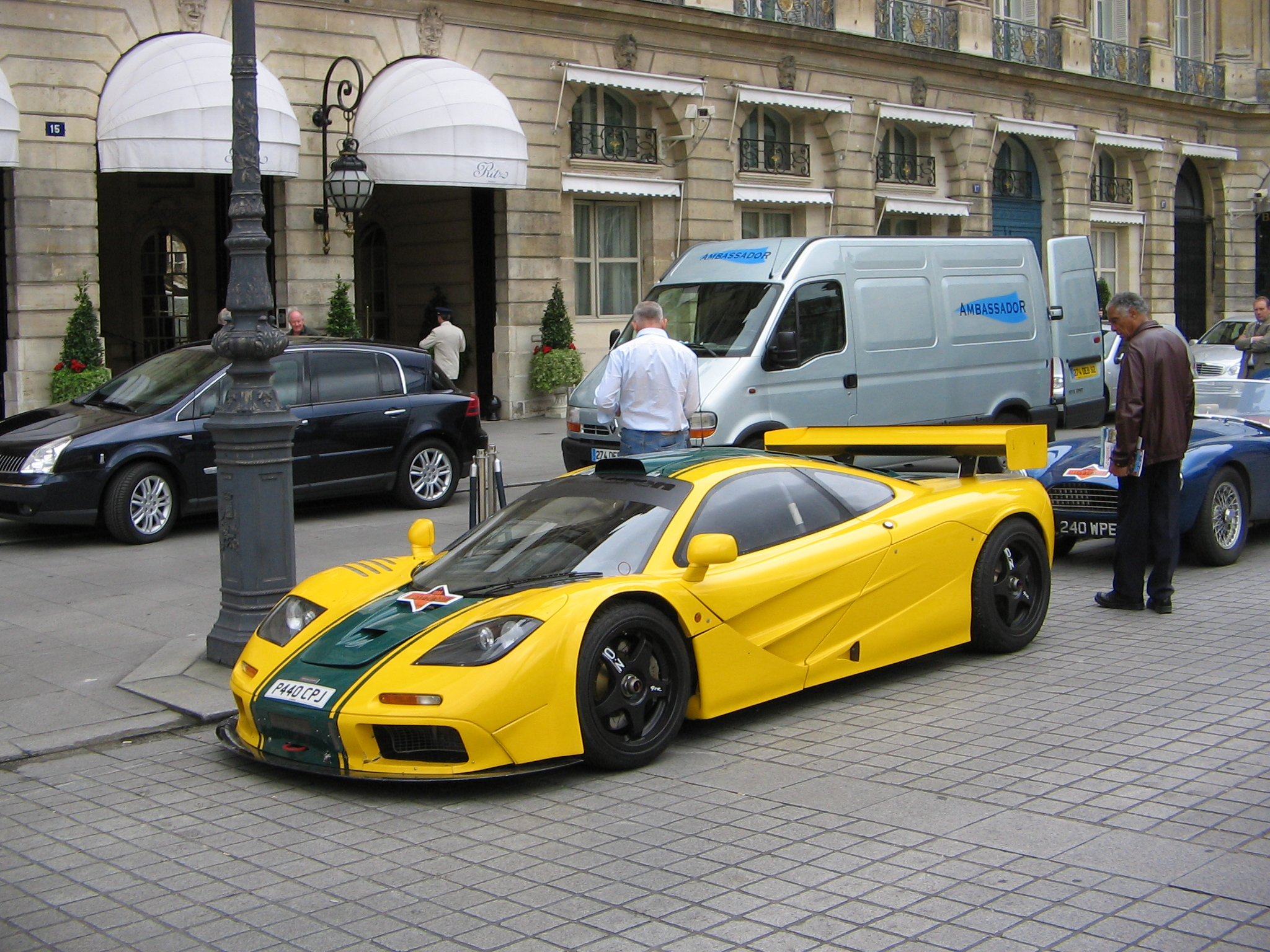
Schrägansicht eines McLaren F1 GTR
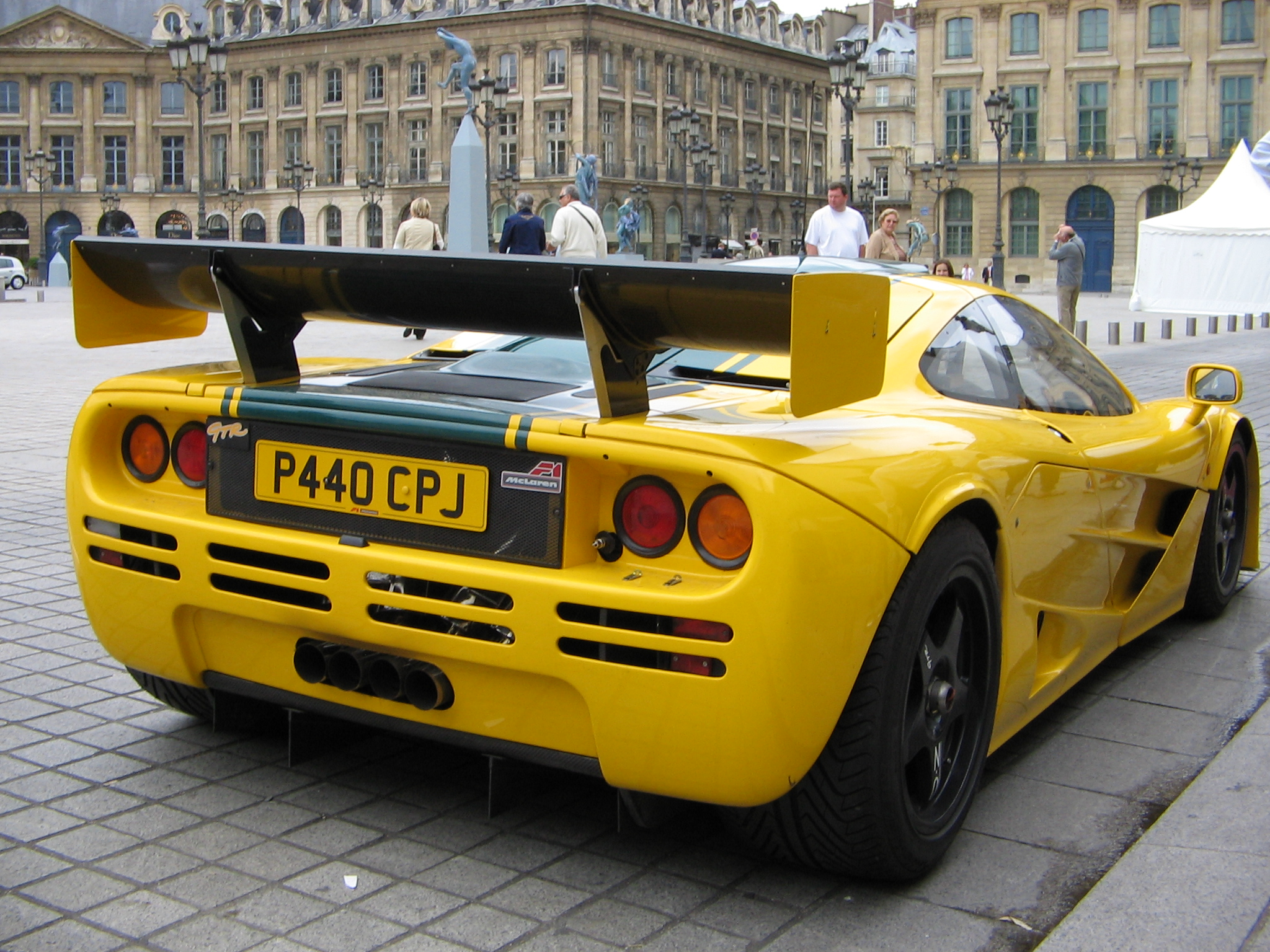
Heckansicht eines McLaren F1 GTR
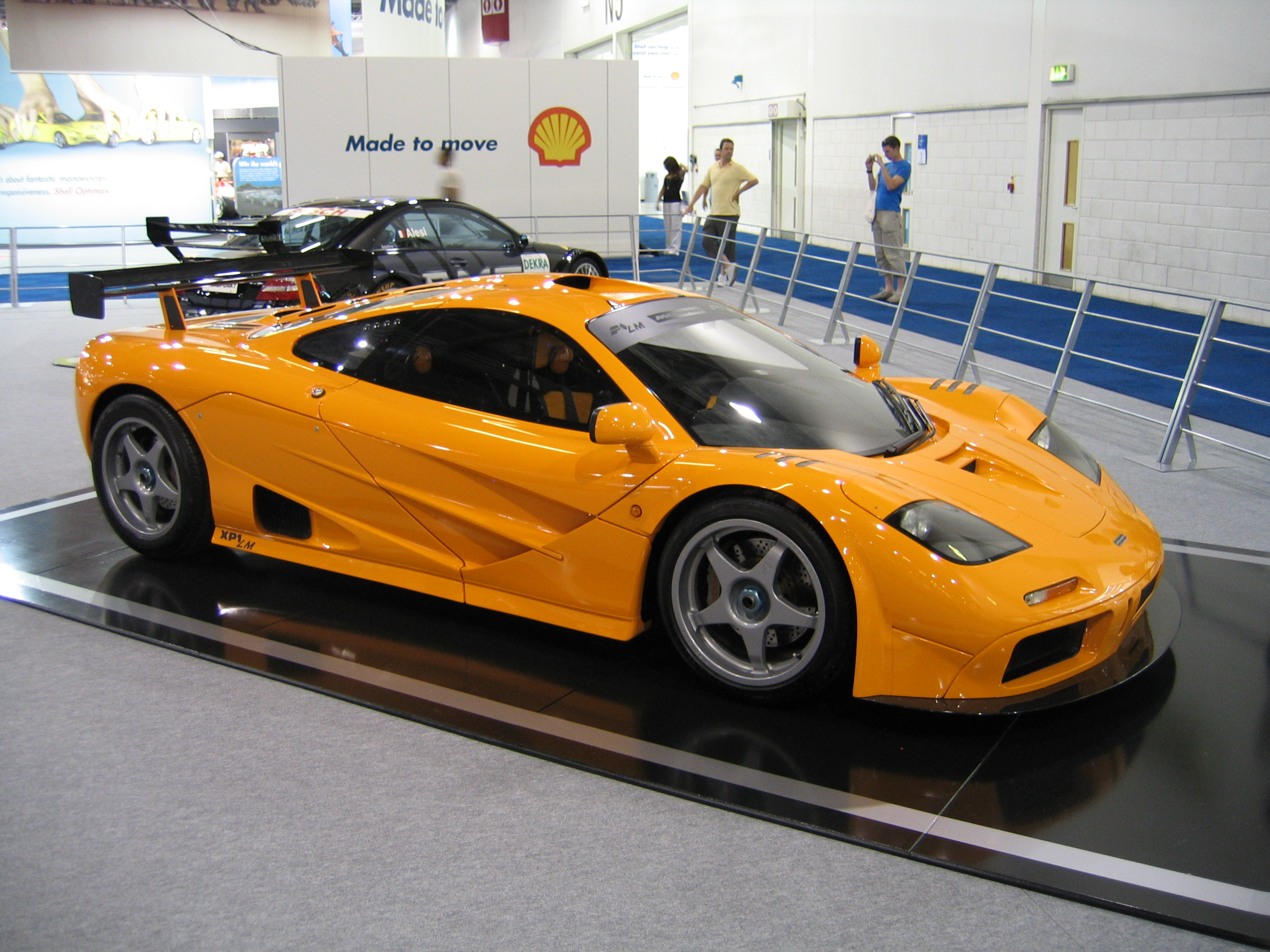
Schrägansicht eines McLaren F1 LM
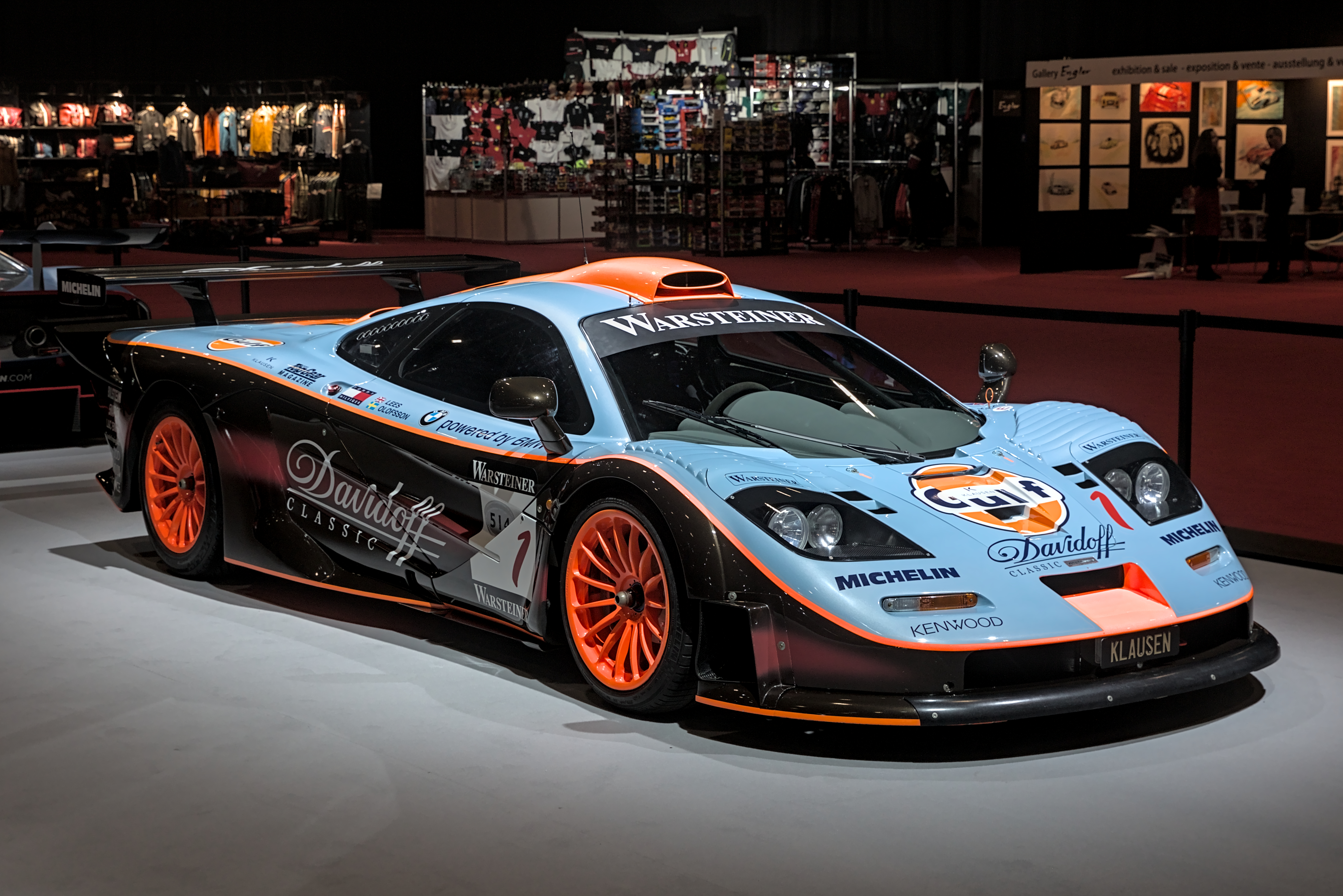
Schrägansicht eines McLaren F1 GTR "Longtail"
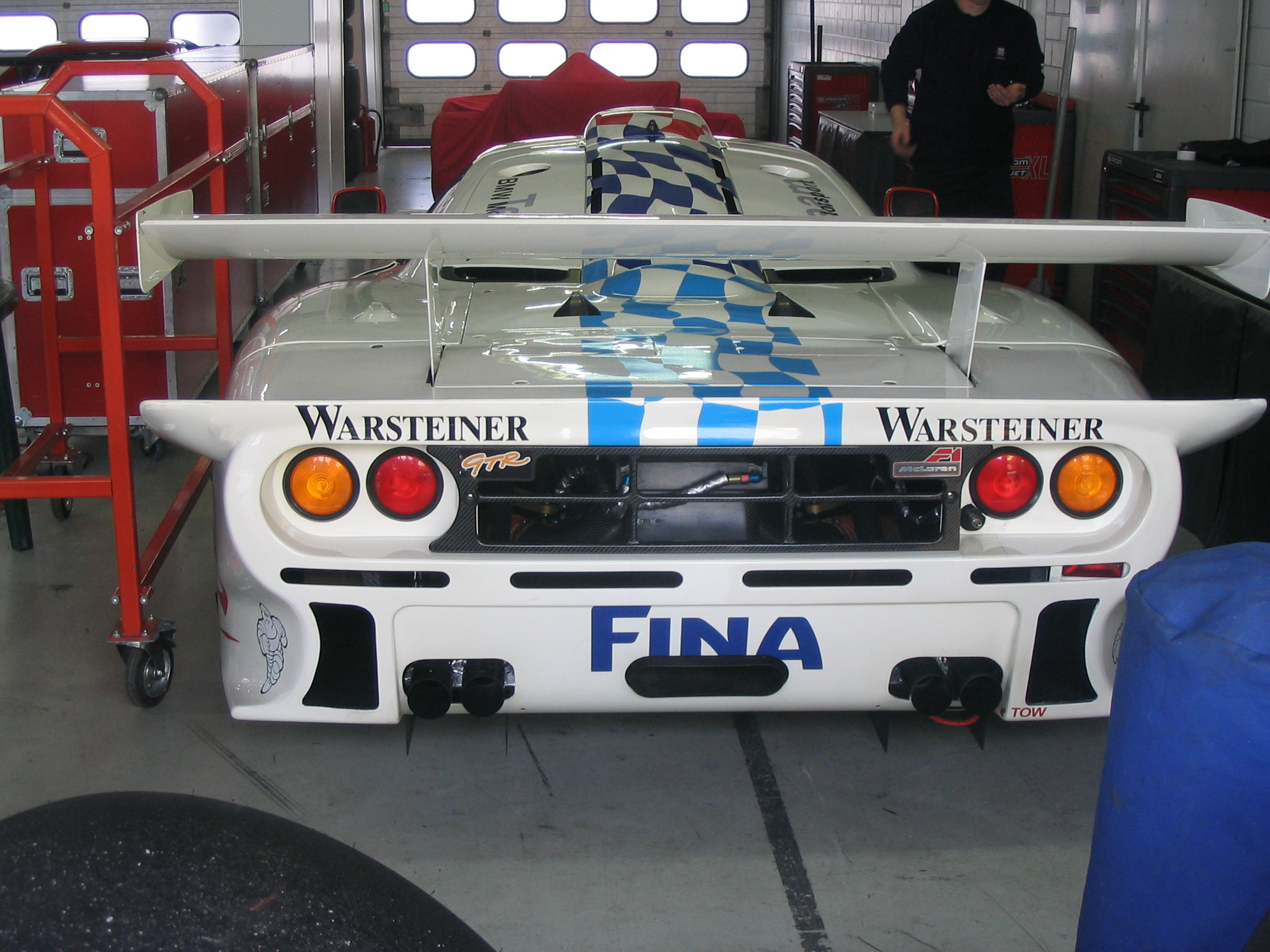
Heckansicht eines McLaren F1 GTR "Longtail" von  BMW Motorsport
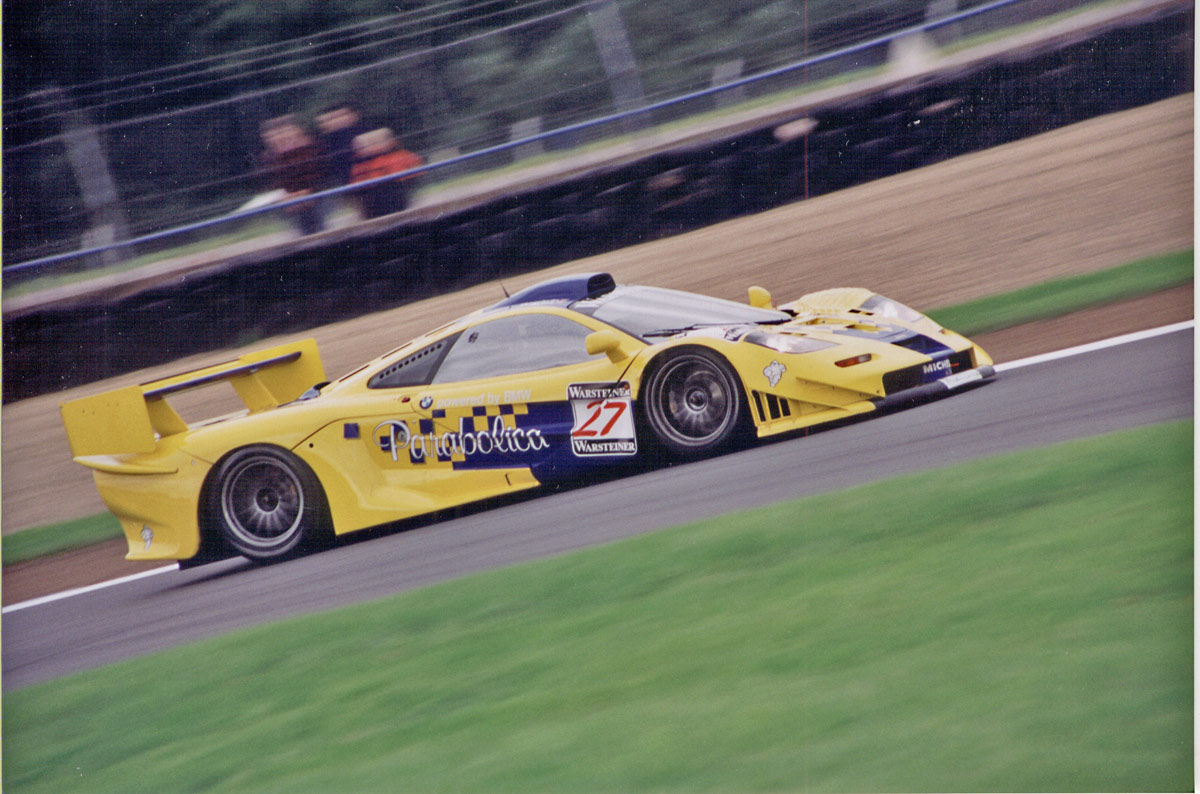
McLaren F1 GTR "Longtail" während eines FIA-GT-Rennens gesteuert von Gary Ayles
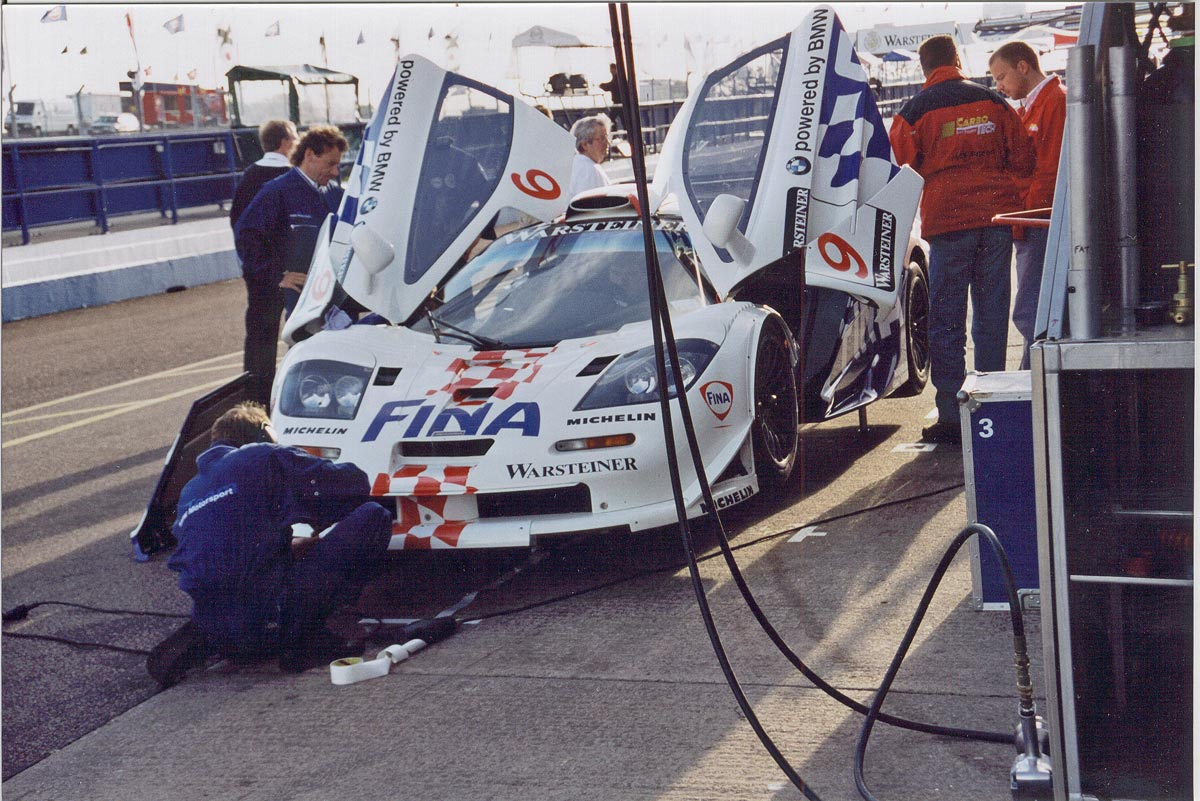
McLaren F1 GTR in der Box
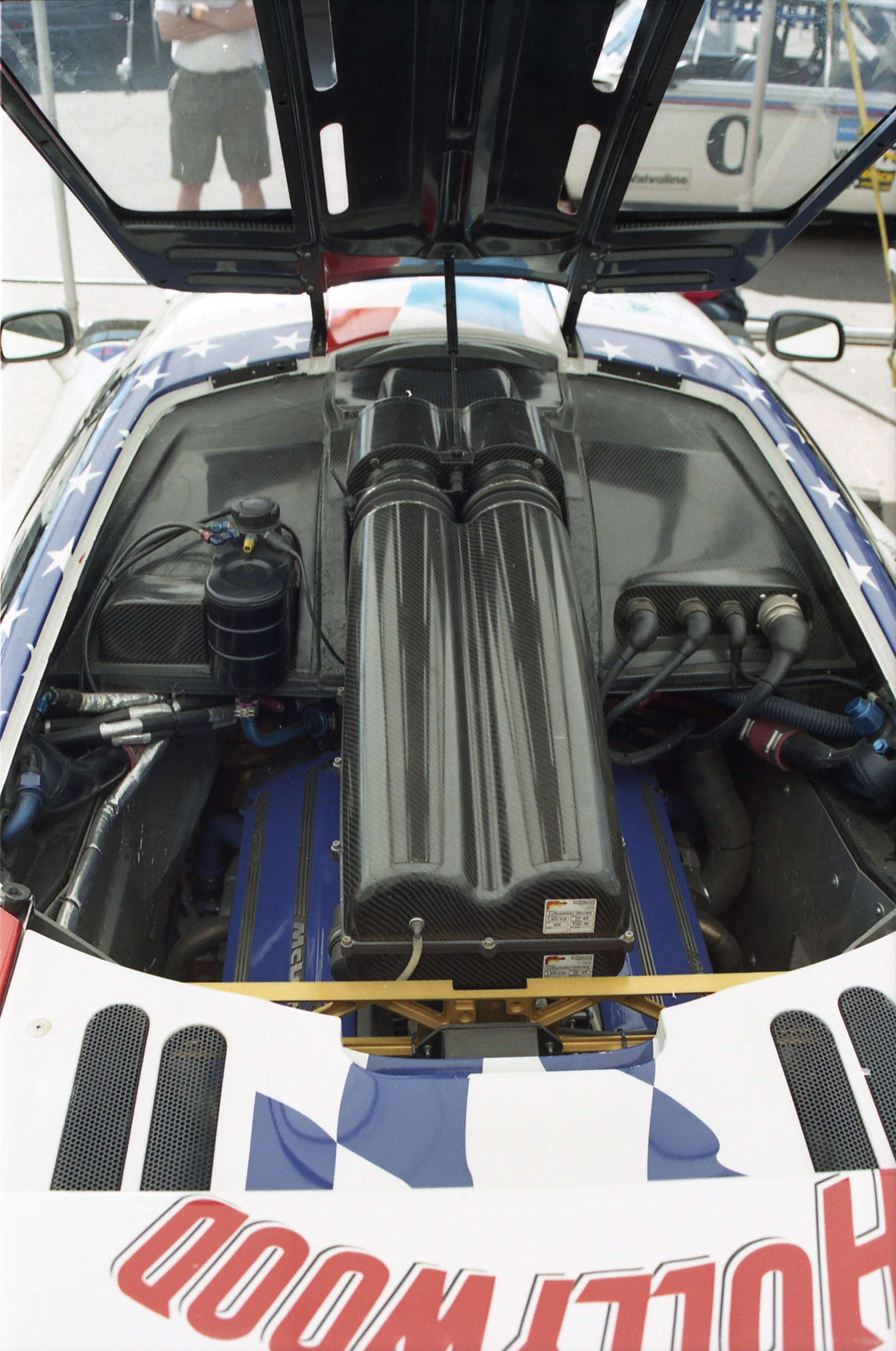
BMW S70/2 V12 Motor eines McLaren F1 GTR

## Motoren

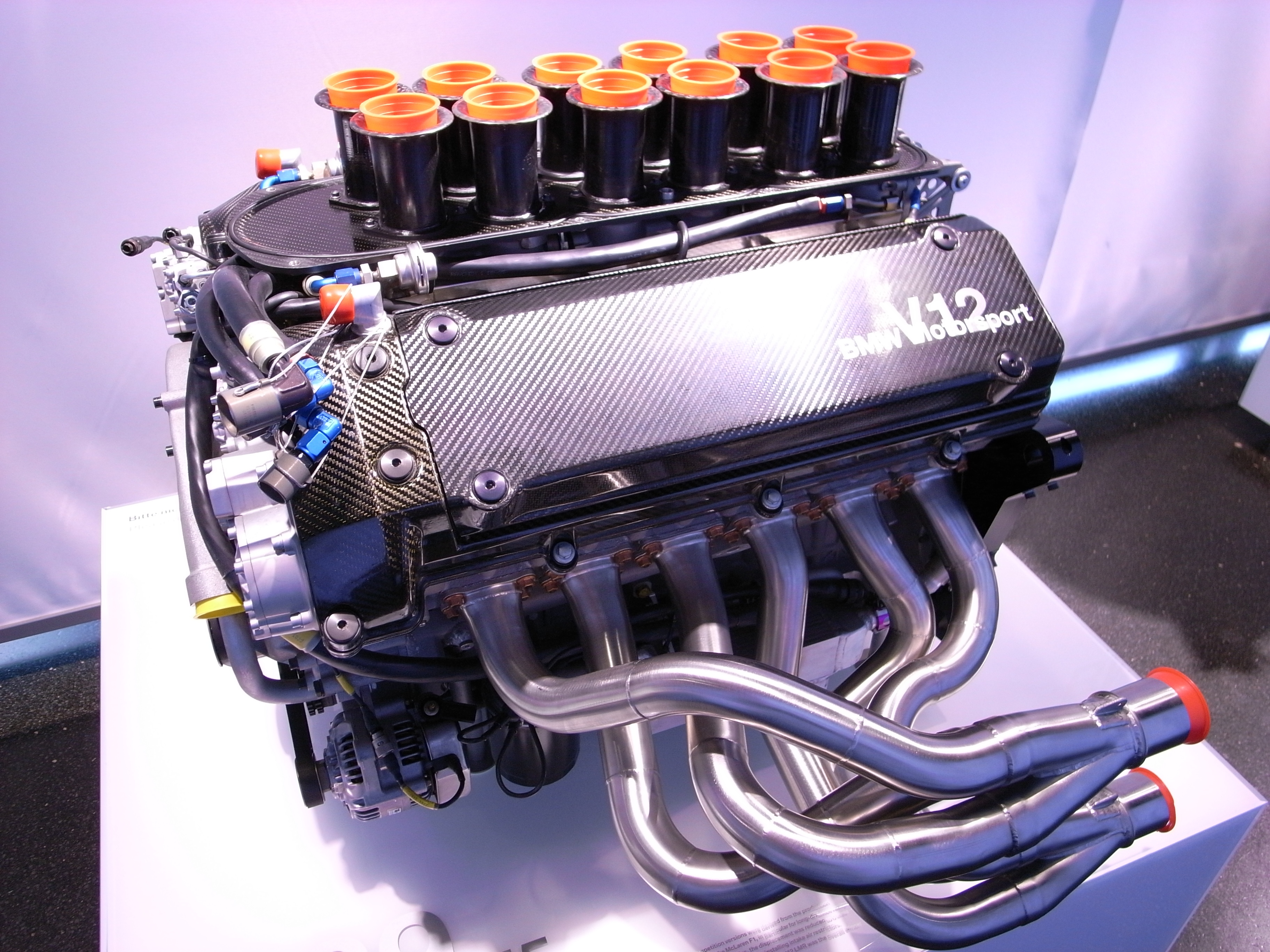
Zwölfzylindermotor, BMW M (letzte Ausbaustufe)

Die Motoren basierten auf leistungsgesteigerten Zwölfzylindermotoren der Firma BMW Motorsport GmbH und wurden unter der Leitung von Paul Rosche entwickelt, dem Mann, der auch für die Formel-1-Turbomotoren von BMW verantwortlich war. Die BMW-V12 hatten einen Hubraum von 6,1 Litern (Hubraum: 6064 cm3; Motorcode: S70B61) und wurden in mehreren Leistungsstufen von 461 kW/627 PS (Typ S70/2) bis 500 kW/680 PS eingesetzt. Die internen Bezeichnungen für diese Motoren von BMW waren S70/2 und S70/3, die Grundversion (S70) der Motoren wurde in dem BMW-Modell 850 CSi eingesetzt. 
Die S70/1-Version mit 404 kW/550 PS sollte ursprünglich im geplanten Topmodell (M8) der BMW 8er-Serie Anwendung finden, das jedoch aus Kostengründen nie verwirklicht wurde und nicht mit dem 850 CSi (eine Art „Sparversion“ des M8 mit 280 kW/380 PS und dem Motorcode S70B56, die ohne Vierventiltechnik, VANOS und Einzeldrosselklappen auskommen muss) identisch ist. 
Dieser Motor ist ebenfalls nicht zu verwechseln mit den im 750i und 850i eingesetzten Motoren M70 und M73, welche aber weitläufig miteinander verwandt sind.
Die Motoren haben 4 Ventile pro Zylinder und eine variable Nockenwellensteuerung (VANOS).
Das Gewicht beträgt 266 kg. Das Triebwerk kam später auch im BMW V12 LMR zum Einsatz und war nochmals beim 24-Stunden-Rennen von Le Mans erfolgreich.

## Getriebe

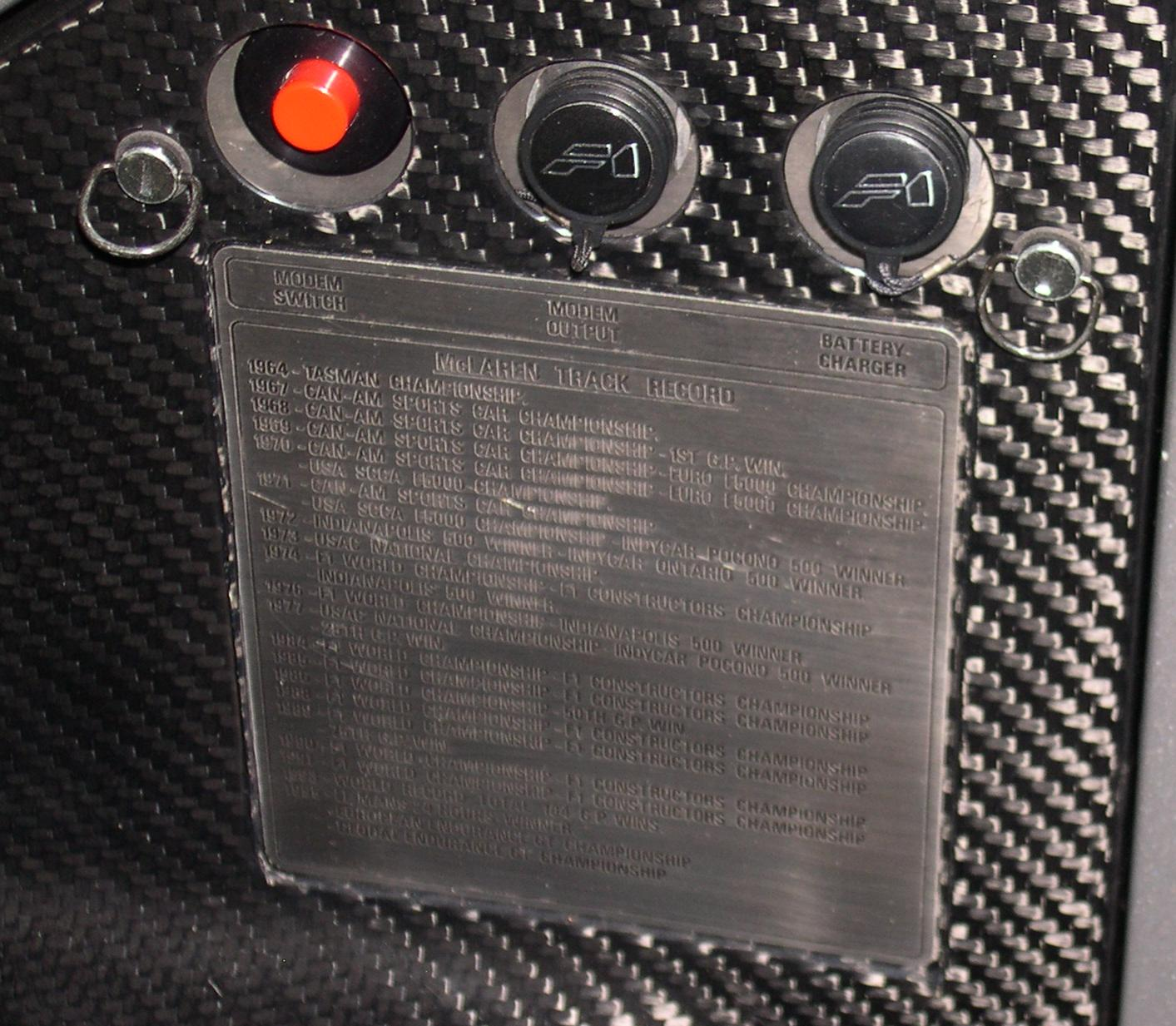
Tafel mit Rennerfolgen im F1

Der McLaren F1 hat ein quer eingebautes Getriebe mit sechs Gängen und eine Dreischeibenkupplung, deren Scheiben aus mit Kohlenstofffasern verstärkter Siliziumkarbidkeramik bestehen.

## Fahrleistungen
Die Fahrleistungen variierten aufgrund der verschiedenen Motorvarianten und Gewichtsstufen des Fahrzeuges.
Der McLaren F1 (die Daten der Modelle LM, GT und GTR weichen von diesen ab):
- Beschleunigung von 0 bis 100 km/h in 3,4 Sekunden
- Beschleunigung von 0 bis 160 km/h in 6,3 Sekunden
- Beschleunigung von 0 bis 200 km/h in 9,4 Sekunden
- Beschleunigung von 0 bis 300 km/h in 23,0 Sekunden
- Bremsen von 371 auf 0 km/h in ca. 9,0 Sekunden (500 m)
- Bremsen von 100 auf 0 km/h nach 38,2 m
- max. Querbeschleunigung 1,2 g
- 1/4 Meile (402,3 m) aus stehendem Start in 11,1 Sekunden
- 1 Kilometer aus stehendem Start in 19,6 Sekunden, Endgeschwindigkeit 285 km/h
- Höchstgeschwindigkeit 370 km/h

McLaren F1 LM:
- Beschleunigung von 0 bis 100 km/h in 3,9 Sekunden (Werksangabe: 2,9 Sekunden)
- Beschleunigung von 0 bis 160 km/h in 6,7 Sekunden (Werksangabe: 5,9 Sekunden)
- Bremsen von 100 auf 0 km/h nach 38,2 m
- 1/4 Meile (402,3 m) aus stehendem Start in 11,0 Sekunden
- Höchstgeschwindigkeit 362 km/h

## Rekordgeschwindigkeit
Im Guinness-Buch der Rekorde aus dem Jahr 2000 galt der McLaren F1 6.1 als stärkster Serienwagen. 

„Der stärkste Serienwagen der Welt ist gegenwärtig der McLaren F1 6.1, der eine Bremsleistung von über 627 PS entwickelt. Er beschleunigt auf 95,6 km/h in 3,2 Sekunden und erreicht eine Höchstgeschwindigkeit von über 370 km/h“

Der F1 galt als schnellster Serienwagen, bis er – je nach Definition des Begriffs „Serienwagen“ – durch den Dauer 962 LM oder den Bugatti Veyron 16.4 abgelöst wurde. Der F1 gilt bis zum heutigen Tage als das schnellste Serienauto weltweit, das durch einen Saugmotor angetrieben wird.

## Verbrauch
Bei einer Reportage der englischen Sendung Fifth Gear ermittelten die Tester einen Durchschnittsverbrauch von rund 47 Litern auf 100 km.

## Motorsporterfolge

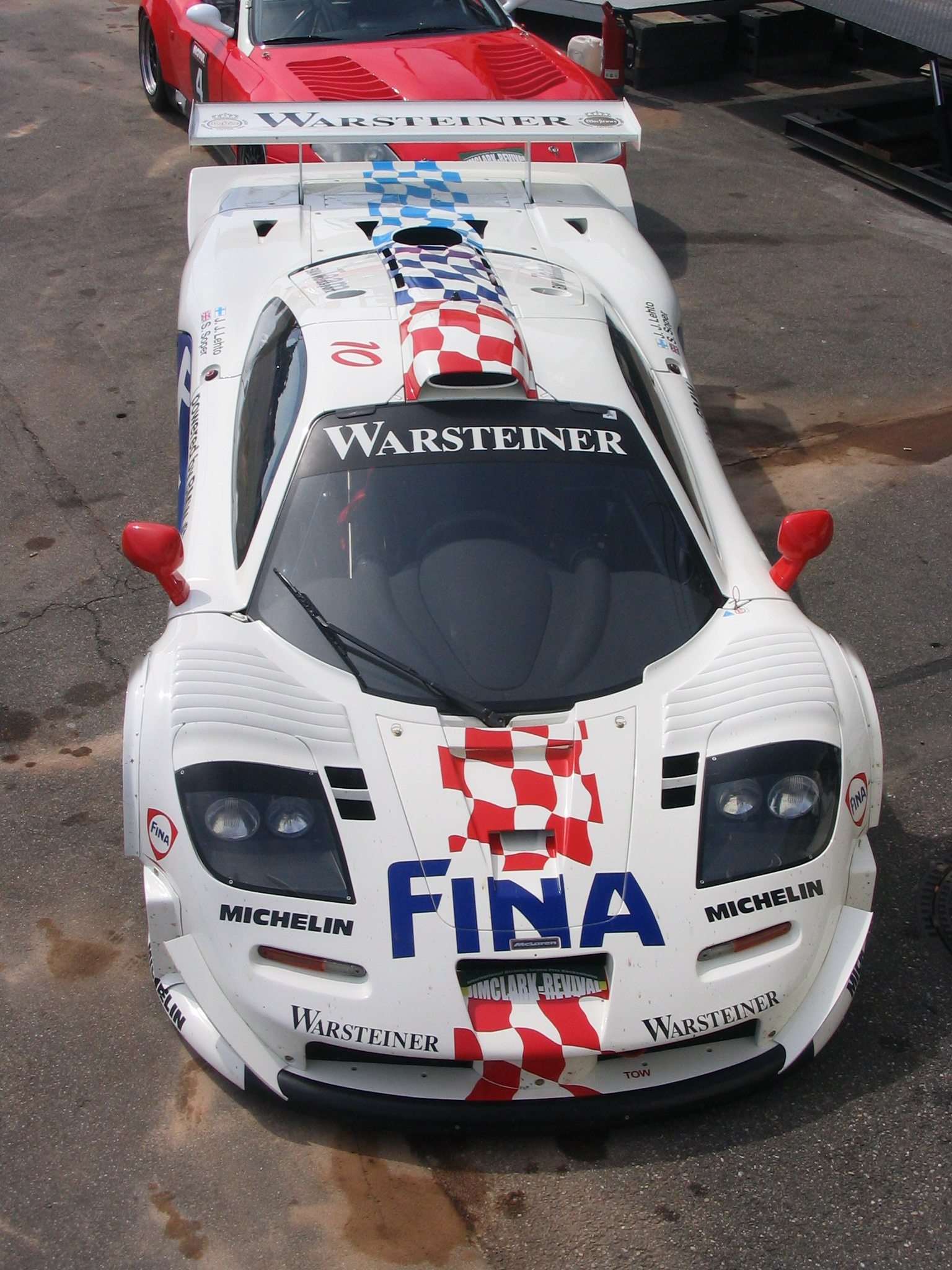
McLaren F1 GTR auf dem Jim Clark Revival 2008

Zu den größten Erfolgen des F1 gehört der Gesamtsieg des 24-Stunden-Rennen von Le Mans im Jahr 1995. Der McLaren F1 konnte dabei gleich bei seinem ersten Start in Le Mans das Rennen gewinnen, was vorher noch keinem Fahrzeug gelungen war. Außerdem belegten vier weitere F1 die Plätze 3, 4, 5 und 13.

## Kosten
Gebrauchte Modelle werden regelmäßig ab 1.000.000 Euro gehandelt. Einen Rekordwert erreichte das im August 2013 beim Pebble Beach Concours d'Elegance für 8,47 Millionen USD versteigerte Chassis #066 oder auch Chassis #073, welches mit dem LM-Kit nachgerüstet wurde und im August 2015 für 13,75 Millionen USD versteigert wurde.
Eine kleine Inspektion nach 3000 km oder 6 Monaten kostet ca. 5000 Euro, eine große Inspektion nach 10.000 km oder 18 Monaten schlägt mit ca. 50.000 Euro zu Buche. Die Beiträge zur Kfz-Versicherung belaufen sich bei 100 % auf ca. 30.000 Euro jährlich.

## Prominente Besitzer
- Ralph Lauren, Modeschöpfer, besitzt zwei Stück
- Ron Dennis, ehemaliger Vorstand der McLaren Technology Group
- Jay Leno, US-Talkmaster
- George Harrison, verstorbenes Mitglied der Beatles, nun im Bestand seines Nachlasses (wird einmal jährlich bewegt)
- Wyclef Jean, haitianischer Musiker
- Liam Howlett, Mitglied der Gruppe The Prodigy
- James H. Clark, Gründer von Netscape Communications Corporation
- Elon Musk, Gründer von PayPal und CEO von Tesla Motors
- Larry Ellison, CEO von Oracle
- Nick Mason, Schlagzeuger bei Pink Floyd
- Hassanal Bolkiah, Sultan von Brunei, besitzt mindestens drei Exemplare
- Paul Stewart, Sohn von Jackie Stewart und Rennfahrer, übernahm Howletts Fahrzeug
- Vítor Baía, ehemaliger Torwart des FC Porto
- Rowan Atkinson, Schauspieler und Komiker (soll das Fahrzeug zwischenzeitlich verkauft haben)
- Missy Elliott, Rapperin aus den USA

## Unfälle
1995 verursachte der damalige BMW-Vorstandsvorsitzende Bernd Pischetsrieder mit einem McLaren F1 bei einer privaten Ausfahrt auf einer bayerischen Landstraße bei Rosenheim einen Totalschaden, als er in einer schnellen Kurve von der Fahrbahn abkam. Über das Tempo vor dem Unfall bewahren alle Beteiligten und die Polizei Stillschweigen, an die Öffentlichkeit gelangte Informationen aus internen Untersuchungen weisen jedoch darauf hin, dass der Unfall bei „weit über 100 km/h“ geschah. Selbst Wochen nach dem Unfall wollte Pischetsrieder keine Aussage über die ungefähr gefahrene Geschwindigkeit zum Unfallzeitpunkt machen. Dieses Verhalten sei – laut einem hohen BMW-Manager – für den Vorstandsvorsitzenden „imageschädigend“ und für den BMW-Konzern „mehr als peinlich“. Der BMW-Aufsichtsrat sei sehr unglücklich über sein Verhalten, die Staatsanwaltschaft ermittelte gegen Pischetsrieder wegen fahrlässiger Körperverletzung.
Mindestens zwei weitere Totalschäden gab es in diesem und den Folgejahren mit anderen Fahrern in Deutschland, einen davon auf der Bundesautobahn 5 bei Darmstadt mit einer Geschwindigkeit von ca. 270 km/h.
Rowan Atkinson, der Darsteller der Comedy-Figur Mr. Bean, hatte mit seinem McLaren F1 zwei bekanntgewordene Unfälle: 1999 beschädigte er die Vorderseite seines Wagens schwer, als er einem Kleinwagen hinten auffuhr. Im August 2011 verunfallte er noch schwerer. Atkinson ließ das Auto im Werk komplett neu aufbauen. Im November 2012 war das Auto wieder fahrbereit. Seitdem nutzte der Schauspieler den Wagen nach eigenen Angaben täglich. Im Januar 2015 wurde er über einen Londoner Händler zum Kauf angeboten, im Juni wurde er verkauft, für geschätzte acht Millionen Pfund (knapp elf Millionen Euro).
Ron Dennis hatte ebenfalls mit einem McLaren F1 einen Unfall, als er das Auto bei einer Probefahrt im Rahmen einer Marketingtour durch Asien auf dem Suzuka International Racing Course mit hoher Geschwindigkeit gegen eine Begrenzungsmauer fuhr. Das Fahrzeug war ein Totalschaden.
Auch Elon Musk verunfallte mit seinem F1, als er bei einem Spurwechsel unter Vollgas ins Schleudern geriet und gegen eine Böschung prallte. Das Fahrzeug hob ab und beim Aufprall wurden Räder, Fenster und Karosserie stark beschädigt. Musk und sein Begleiter Peter Thiel blieben unverletzt.
Alle hier genannten Unfälle endeten ohne größere Verletzungen für die Fahrer oder Insassen. Dennoch kam es bereits zu tödlichen Unfällen mit dem Sportwagen.